# Leningquotiteit
Leningquotiteit is het percentage van het te lenen bedrag voor aankoop van een goed (roerend of onroerend) bij de bank of financiële instelling.
Bij de bepaling van het te ontlenen bedrag houdt de bank of financiële instelling rekening met de geschatte waarde van het onroerend goed om de leningquotiteit te bepalen en met de terugbetalingscapaciteit van de ontlener. Deze kan bijvoorbeeld 80% van de geschatte waarde van het onroerend goed bedragen. Voor de aankoop van een huis ligt de geschatte waarde bijvoorbeeld op 250000 euro. De financiële instelling bepaalt een leningquotiteit van 80%. De ontlener (particulier) krijgt een lening van 200000 euro. Wil de ontlener toch een hoger percentage van de leningquotiteit bekomen bij de financiële instelling dan zullen er door de financiële instelling hogere kosten (waaronder intresten, ...) aangerekend worden voor die lening.